# Внешняя политика Кубы
Внешняя политика Кубы — это общий курс Кубы в международных делах. Внешняя политика регулирует отношения Кубы с другими государствами. Реализацией этой политики занимается министерство иностранных дел Кубы.

## История
После успешного окончания Кубинской революции (1953—1959) одной из основных целей Фиделя Кастро и Эрнесто Че Гевары стало осуществление экспорта революции в другие страны. Революционеры стран Карибского моря с разными политическими мотивами устремились в Гавану с просьбами к Фиделю Кастро об оказании помощи. В большинстве случаев Фидель Кастро отвечал положительно на подобные просьбы, что способствовало созданию нестабильности в Мексике, Республике Гаити, Гондурасе и ряда других стран. Фидель Кастро оказал помощь сандинистам в Никарагуа, а также многочисленным повстанческим группировкам в Колумбии, Сальвадоре, Перу, Уругвае и Доминиканской Республике.
С распадом СССР и крахом коммунистических правительств Центральной и Восточной Европы — Куба осталась без международных союзников. Торговля, инвестиции, военная поддержка и политические отношения Кубы были непропорционально сосредоточены и зависели от правительств, которых больше не существовало. В начале 1990 года Советский Союз потребовал от Кубы, чтобы вся двусторонняя торговля осуществлялась по ценам международного рынка как частными, так и государственными предприятиями, занимающимися соответствующей деятельностью. После распада СССР и окончания Холодной войны Куба прекратила свои многолетние усилия по экспорту марксистской революции и начала проводить прагматичную внешнюю политику, направленную на расширение международных отношений и торговых связей, а также туризма и инвестиций. В период с 1989 по 1991 год Куба вывела свои вооружённые силы из всех стран, в которые они были развернуты. В 1992 году Куба объявила, что прекращает оказывать военную поддержку революционным движениям, стремящимся свергнуть правительства в других странах.
Поскольку после окончания Холодной войны Куба стала более интегрирована в мировое сообщество, то дипломатическое давление стало сдерживать Фиделя Кастро от участия в подрывной деятельности за рубежом и организации внутренних репрессий. Хотя Кубе перестало хватать финансовых средств на организацию военных операций за рубежом, она в любом случае бы не рискнула разрывать с трудом установленными дипломатическими отношениями, продолжая экспорт революции даже в небольших масштабах. Куба также не может рискнуть поставить под угрозу свою экономически жизненно важную туристическую индустрию, если бы подавляла права кубинских граждан на глазах у тысяч иностранных туристов.
В ноябре 1992 года после принятия Закона о кубинской демократии, впервые в истории в Генеральной Ассамблее Организации Объединённых Наций Куба получила подавляющую поддержку резолюции, осуждающей политику Соединённых Штатов Америки в отношении этой страны. Принятие Закона Хелмса-Бёртона против политики Кубы ещё сильнее повлияло на голосование в Генеральной Ассамблее ООН против этой инициативы Соединённых Штатов. В 1992 году во время голосования по резолюции в ООН 59 стран поддержали Кубу, а 3 страны (включая Соединённые Штаты) проголосовали против, ещё 71 страна воздержалась. В ноябре 1997 года 143 страны проголосовали за осуждение политики Соединённых Штатов в отношении Кубы, 3 страны проголосовали против и только 17 стран воздержались. Негативное отношение Соединённых Штатов Америки положительно сыграло на установлении дипломатических контактов Кубы.
После окончания Холодной войны Куба перестала быть крупным игроком в развивающихся странах, хотя ранее она была в состоянии послать войска для поддержки революционных движений или режимов. Тем не менее, Куба по-прежнему имеет самое большое количество дипломатических представительств среди всех латиноамериканских стран: 177 посольств и три консульства по всему миру, а также продолжает играть активную роль в отношениях со странами развивающегося миром. В сентябре 2006 года на Кубе прошла встреча лидеров стран Движения неприсоединения.
Дипломатические усилия Кубы в большей степени направлены на углубление связей с основными торговыми партнёрами, а именно с Китаем и Венесуэлой. Куба также стремится к установлению более тесных связей с Вьетнамом и Северной Кореей. Поскольку кубинские торговые связи с Китаем и Венесуэлой росли, то Куба стала демонстрировать снижение интереса к установлению крепких торговых отношений с Европейским союзом (ЕС), который хоть и открыто выступал с критикой эмбарго США в отношении Кубы, но критиковал ситуацию с правами человека и отсутствии демократии на Кубе. Несмотря на этот факт, Куба продолжает развивать отношения с отдельными странами-членами ЕС.
В Северной и Южной Америке Куба приветствовала избрание президентов левого толка в таких странах, как Бразилия, Боливия и Венесуэла, для развития отношений с этими странами и регионом в целом. Куба также продолжает налаживать тесные политические и коммерческие связи с Мексикой и Канадой, которые были решительными критиками экономического эмбарго США. Однако, с 2001 года дипломатические отношения между Кубой и Мексикой стали напряжёнными в связи с ситуацией с правами человека на Кубе и достигли своего самого низкого уровня за более чем столетие в апреле 2004 года, когда Мексика в третий раз проголосовала против Кубы в Комиссии по правам человека ООН. В сентябре 2005 года Мексика назначила нового посла на Кубе после семи месяцев отсутствия дипломатического представительства. Отношения Кубы с соседними странами по Карибскому бассейну постепенно улучшались с 1991 года, а Фидель Кастро совершил несколько государственных визитов по многим странам Карибского региона. Отношения между Ямайкой и Кубой, между которыми налажено прямое воздушное сообщение, в настоящее время довольно хорошие.
22 августа 2004 года МИД Кубы сообщил о готовности разорвать дипломатические отношения с Панамой, если её власти амнистируют преступников, готовивших покушение на Фиделя Кастро. 23 августа 2004 президент Панамы Мирейя Москосо заявила об отзыве панамского посла с Кубы, но при этом отметила, что отзыв панамского посла не означает разрыва дипломатических отношений между двумя странами. Вслед за этим, 25 августа 2004 года посол Кубы в Панаме Карлос Самора по требованию панамских властей выехал на родину. Перед отъездом он сделал заявление для прессы, в котором отметил, что «Куба считает своим долгом добиться примерного наказания террористов», готовивших покушение на Фиделя Кастро. В марте 2004 Верховный суд Панамы приговорил к тюремному заключению шестерых заговорщиков, задержанных в Панаме в 2000. Новый президент Панамы Мартин Торрихос, вступающий на этот пост 1 сентября, выразил надежду на то, что панамо-кубинский конфликт будет разрешён на основе взаимного уважения и здравого смысла.
В 2008 году Европейский союз отменил санкции в отношении Кубы. В 2014 году Куба приняла предложение Европейского союза начать переговоры об улучшении связей. 6 марта 2014 года министр иностранных дел Кубы Бруно Родригес заявил, что его страна готова обсуждать ситуацию с правами человека в рамках дискуссий, которые помогут развитию отношений с ЕС. Чиновники Европейского союза заявили, что в феврале 2014 года будут стремиться модернизировать связи с Кубой для расширения экономического сотрудничества, но при этом предупредили, что потребуют от Кубы большего прогресса в уважении прав и гражданских свобод.
3 октября 2011 года подписан договор между Кубой и Багамами об определении морской границы между двумя государствами.
19 марта 2009 года были восстановлены дипломатические отношения между Кубой и Коста-Рикой, в начале июня 2009 года — дипломатические отношения между Кубой и Сальвадором (разорванные после победы кубинской революции в 1959 году).